# اینتر روهاس
اینتر روهاس (اسپانیایی: Entre rojas‎) یک فیلم درام به زبان اسپانیایی است که در سال ۱۹۹۵ منتشر شد.

## بازیگران
- پنه‌لوپه کروز در نقش لوسیا
- کریستینا مارکوس در نقش جولیا
- ماریا پخالته در نقش کاتا
- آنا تورنت
- پیلار باردم
- کارملو گومس در نقش پابلو
- بلانکا پورتیو
- کارا الخالده
- گلوریا مونیوس